# ひこね芹川駅
ひこね芹川駅（ひこねせりかわえき）は、滋賀県彦根市芹川町にある近江鉄道本線（彦根・多賀大社線）の駅である。駅番号はOR05。

## 歴史
宅地開発が進む芹川町の住民や彦根総合高等学校の通学利用、花しょうぶ通り商店街の観光客などを見込んで新設された駅である。近江鉄道単独の事業であり、建設費約5000万円は自社負担である。
- 2008年（平成20年）12月18日：着工[5]。
- 2009年（平成21年）4月8日：開業[1][2][3]。

## 駅構造

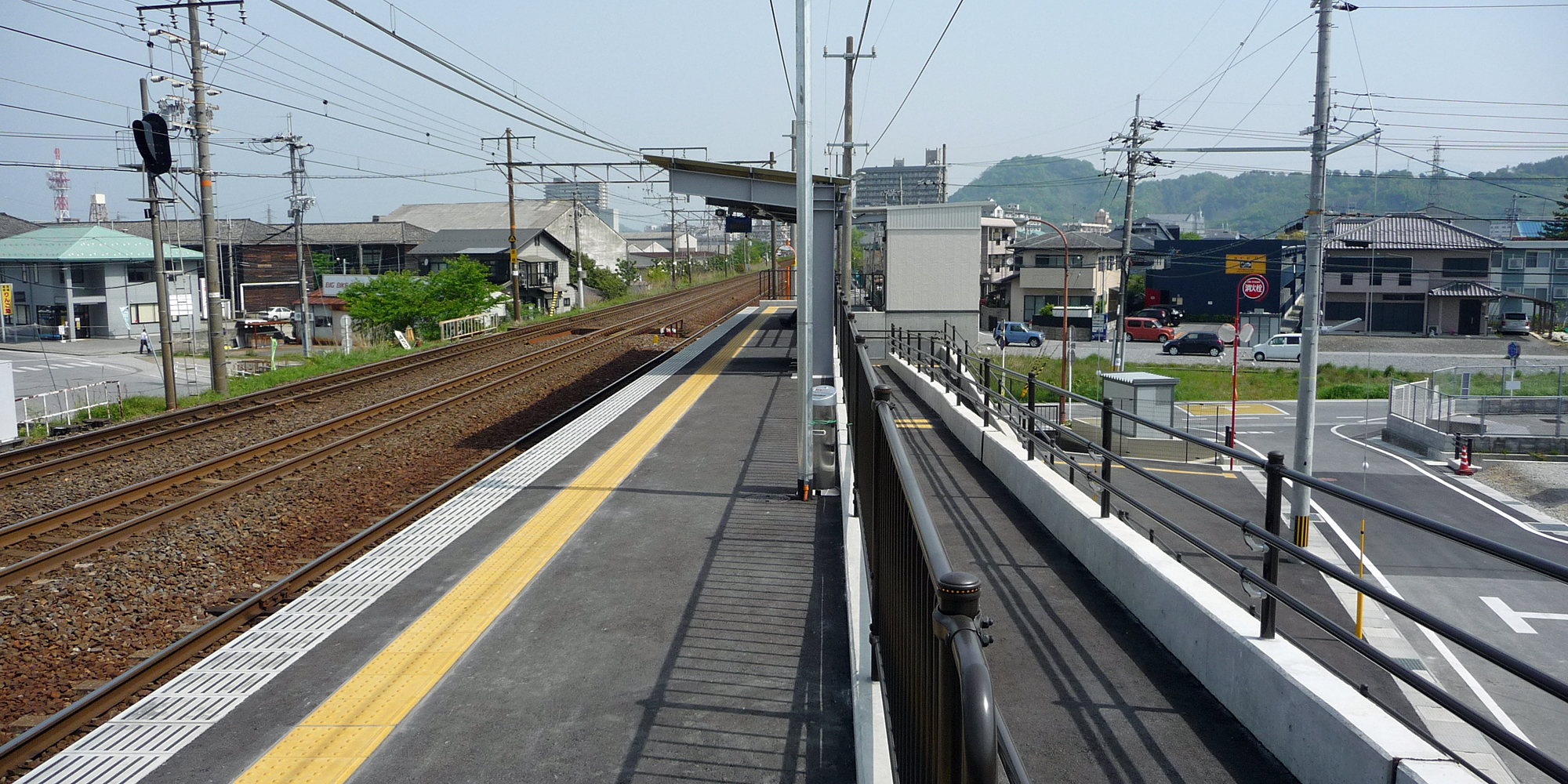
ホーム（2009年5月）

単式ホーム1面1線を有する無人駅である。プラットホームは長さ45メートル、幅3メートル。

## 利用状況
近年の1日平均乗車人員の推移は下記のとおり（彦根市統計書より）。初年度の利用客は3万5,000人、収益1,100万円を見込んでいた。
| 年度   | 一日平均 乗車人員 |
| ------ | ----------------- |
| 2009年 | 47                |
| 2010年 | 69                |
| 2011年 | 78                |
| 2012年 | 83                |
| 2013年 | 93                |
| 2014年 | 103               |
| 2015年 | 108               |
| 2016年 | 123               |
| 2017年 | 120               |
| 2018年 | 110               |
| 2019年 | 116               |

以上の数値は、彦根市統計書より引用。

## 駅周辺
駅付近は住宅地となっている。駅西側に小学校、駅東側に中学校がある。駅西側を琵琶湖線（東海道本線）が並行し、駅東側から少し離れた所を国道8号が通る。ちなみに、駅名の由来となった芹川は駅南側を流れる川のことを指す。

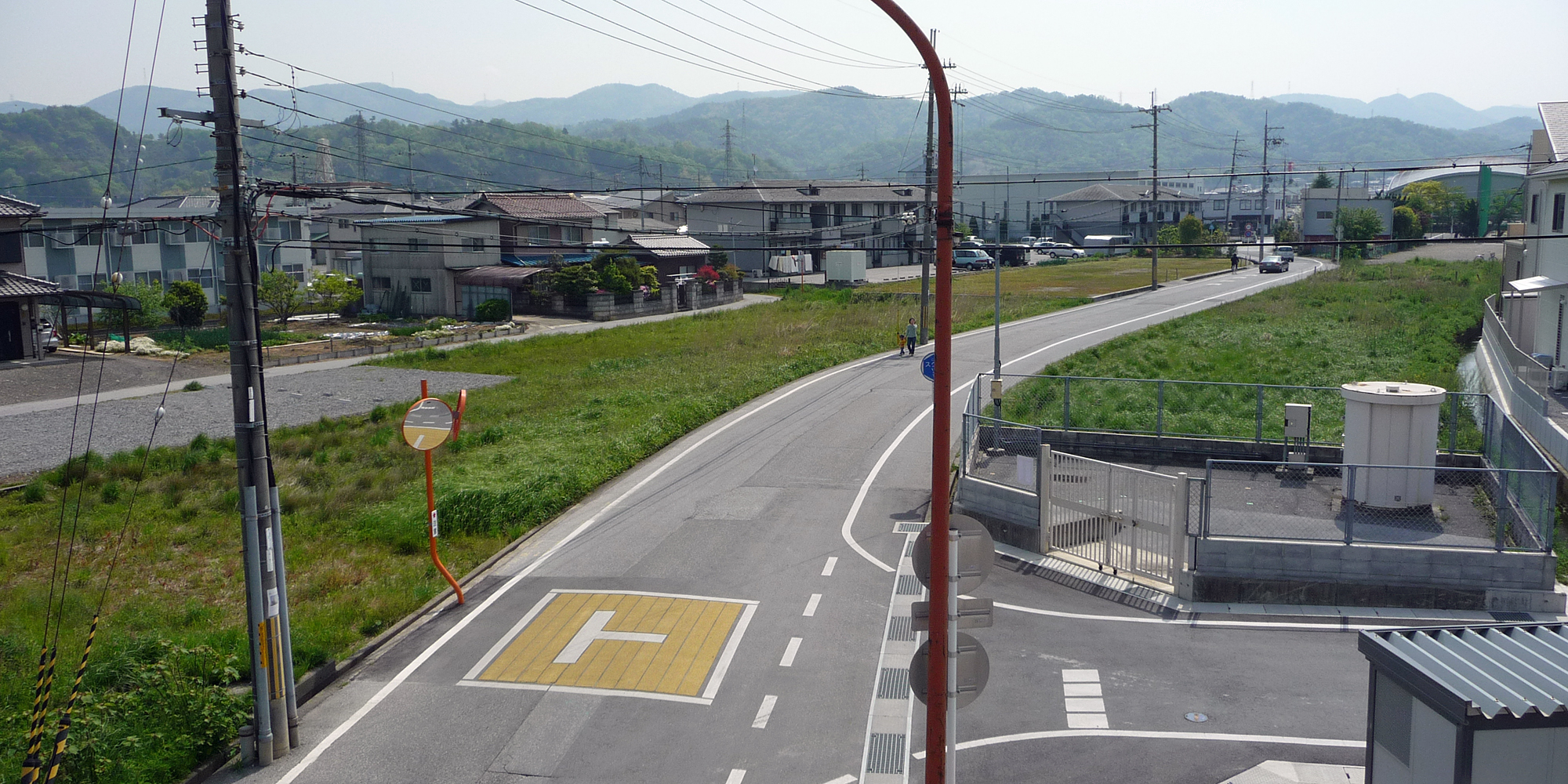
駅東側（2009年5月）
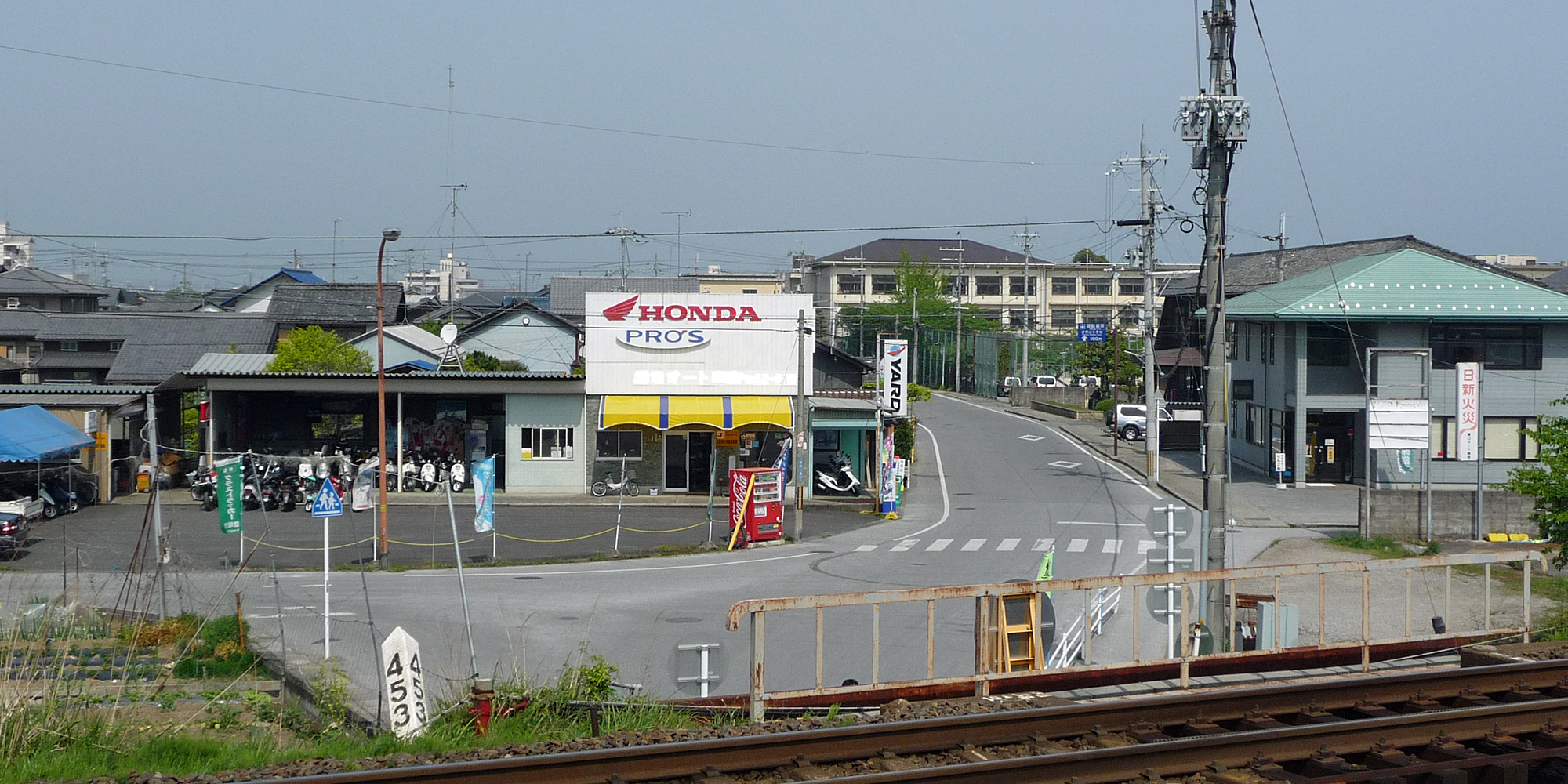
駅西側（2009年5月）

- 花しょうぶ通り商店街[4]
- 七曲がり
- 彦根市立佐和山小学校
- 彦根市立東中学校
- 彦根総合高等学校[4][1]
- フタバヤ 彦根東店
- 国道8号
- 芹川

- 駅東側（2009年5月）
- 駅西側（2009年5月）

## その他
- 2021年（令和3年）時点で、近江鉄道の鉄道むすめは2人体制となっているが、そのうちの日野せりかはひこね芹川駅が由来となっている[9][10]。

## 隣の駅
近江鉄道
■本線（彦根・多賀大社線）
彦根駅（OR04） - ひこね芹川駅（OR05） - 彦根口駅（OR06）

### 記事本文